# Mirco Gerson
Mirco Gerson (* 29. Dezember 1992 in Belp) ist ein Schweizer Beachvolleyballspieler.

## Karriere
Mirco Gerson stammt aus einer Volleyballfamilie. Seine Eltern Cornelia und Marc Gerson spielten in der Halle Volleyball und der Vater war später auch Mircos Trainer; seine Schwester Dunja ist wie er Beachvolleyballspielerin. Seine eigene Karriere begann er in der Halle beim Volleyballclub Münchenbuchsee. Er wurde bei den Junioren sechsmal Schweizer Meister und 2010 zum Youngster of the year gewählt. Dann wechselte er jedoch zum Beachvolleyball und gewann dabei drei Juniorenmeisterschaften.
Seinen ersten internationalen Auftritt im Beachvolleyball hatte er bei der U19-Weltmeisterschaft 2010 in Porto mit Gabriel Kissling. Im folgenden Jahr wurden die beiden jungen Schweizer Neunte bei der U20-Europameisterschaft in Tel Aviv. Die U21-WM 2011 in Halifax beendeten sie auf dem fünften Rang.
2012 trennten sich die erfahrenen Spieler Philip Gabathuler und Jan Schnider, um jeweils mit jungen Partnern anzutreten. Daraus entstand das neue Duo Gabathuler/Gerson, das bei der Europameisterschaft in Scheveningen als Gruppenzweiter im Achtelfinal dem norwegischen Duo Skarlund/Spinnangr unterlag. Anschliessend wurde sie Vierter und Dritter bei den CEV-Satellites in Umag und Lausanne und kamen bei den Grand Slams der FIVB World Tour in Gstaad und Stare Jabłonki jeweils auf den 25. Platz. Das Ergebnis erzielte Gerson auch mit Sascha Heyer beim Grand Slam in Berlin. Mit Gabriel Kissling wurde er bei der U23-EM in Assen Neunter und unterlag bei der U21-WM in Halifax erst im Final den Polen Kantor/Łosiak. Bei der Schweizer Beachvolleyball-Meisterschaft 2012 erreichten Gabathuler/Gerson den dritten Rang. Gerson wurde zudem zum Swiss Youngster of the Year 2012 gekürt.
2013 wurde Gerson mit Kissling Neunter der U23-WM in Mysłowice und Fünfter der U22-EM in Warna. Ansonsten spielte er in dem Jahr mit Alexei Prawdzic. Gerson/Prawdzic kamen beim CEV-Satellite in Antalya und beim Masters in Baden. Nach dem frühen Aus beim FIVB Grand Slam in Den Haag wurden sie Dritte beim Satellite in Lausanne. Darauf folgten zweistellige Resultate bei Grand Slam in Gstaad, dem Masters in Novi Sad und den Anapa Open. Bei der EM in Klagenfurt kamen Gerson/Prawdzic als Gruppenzweiter in den Achtelfinal, wo sie gegen die späteren Bronzemedaillen-Gewinner Fijałek/Prudel ausschieden. Nach dem 33. Platz beim Grand Slam in Berlin gewannen sie das Satellite-Turnier in Vaduz. National gab es 2013 zunächst Turniersiege in Zürich, Genf und Rorschach. Dann wurden sie im Final gegen Gabathuler/Weingart Schweizer Meister.
2014 spielte Gerson wieder mit Gabathuler. Auf der World Tour kamen sie bei den Fuzhou und Puerto Vallarta Open jeweils auf den 17. Platz und mussten sich bei Grand Slam in Shanghai früh verabschieden. Bei den Anapa Open erreichten sie hingegen den dritten Rang. Bei der EM in Quartu Sant’Elena unterlagen sie – wie Gerson bereits im Vorjahr – gegen Fijałek/Prudel. Danach nahmen sie von Juni bis August an zahlreichen Grand Slams teil. Ihre besten Ergebnisse waren dabei der dritte Rang in Stavanger und neunte Plätze in Berlin, Klagenfurt und Stare Jablonki. Hinzu kam ein 13. Platz beim CEV-Masters in Biel/Bienne. National gelang Gerson mit Gabathuler die Titelverteidigung; sie siegten im Final gegen Chevallier/Strasser.
Die World Tour 2015 begannen Gabathuler/Gerson mit einem neunten Rang bei den Luzern Open. Anschliessend gab es zweistellige Ergebnisse bei den Grand Slams in Moskau und Sankt Petersburg sowie den Majors in Poreč und Stavanger. Bei der Weltmeisterschaft in den Niederlanden kamen sie als Gruppenzweite in die K.-o.-Phase und mussten sich im Achtelfinal Jefferson/Cherif geschlagen geben. Die Ergebnisse auf der World Tour blieben zweistellig, sowohl beim Gstaad Major als auch bei den Grand Slams in Yokohama und Olsztyn und den Sotschi Open. Bei der heimischen EM in Klagenfurt unterlagen sie als Gruppenzweite in der ersten K.-o.-Runde den Österreichern Huber/Seidl. Danach wurden sie Neunte beim CEV-Masters in Biel/Bienne. Im Finale der Schweizer Meisterschaft verloren sie den Final gegen Chevallier/Krattiger. 2016 blieben sie bei der World Tour von Februar bis Mai bei diversen Open-Turnieren und den Grand Slams in Rio de Janeiro und Moskau im zweistelligen Bereich. Bei der heimischen EM in Biel/Bienne schieden sie sieglos in der Vorrunde aus. Danach wurden sie Neunte beim Grand Slam in Olsztyn, bevor sie bei den Majors in Porec, Gstaad und Klagenfurt wieder weiter hinten landeten. National wurden sie Zweite in Basel. Mit einem Finalsieg gegen Beeler/Strasser gewannen sie erneut die Schweizer Meisterschaft. Danach trennten sie sich wegen Gabathulers Karriereende.
2017 spielte Gerson an der Seite von Michiel Zandbergen. Im Februar wurden sie nach dem frühen Aus in Fort Lauderdale (fünf Sterne) Neunte des Drei-Sterne-Turniers in Kisch. Nach dem 17. Platz beim CEV-Satellite in Göteborg gab es das gleiche Ergebnis beim Drei-Sterne-Turnier in Xiamen und das gleichwertige Turnier in Den Haag endete ebenfso auf einem hinteren Platz wie das Fünf-Sterne-Turnier in Gstaad. Anschliessend wurden Gerson/Zandbergen Fünfte beim Ein-Stern-Turnier in Agadir und kamen bei den Satellites in Mersin und Vaduz jeweils wieder auf den 17. Rang. Bei der Schweizer Meisterschaft 2017 wurden sie Fünfte.
Seit 2018 spielte Gerson mit Adrian Heidrich. Im ersten gemeinsamen Jahr waren die neuen Partner auf vielen Turnieren der World Tour aktiv. Zum Jahresbeginn gab es in Den Haag und Doha (jeweils vier Sterne), in Kisch (drei Sterne) und im Oman (ein Stern) zweistellige Ergebnisse. Ab April verbesserten sich Heidrich/Gerson und wurden Neunte in Xiamen (vier Sterne), Vierte in Mersin und Dritte in Luzern (jeweils drei Sterne). Im Juni/Juli folgten siebzehnte Plätze bei den Vier-Sterne-Turnieren in Ostrava und Warschau sowie ein neunter Rang beim Fünf-Sterne-Turnier in Gstaad. Bei der EM in den Niederlanden schieden die Schweizer als Gruppenzweite im Achtelfinal gegen die Russen Stojanowski/Welitschko aus. Danach gab es bei den FIVB-Turnieren einen 25. Platz in Wien (fünf Sterne) und einen neunten Rang in Moskau (vier Sterne). National gewannen Heidrich/Gerson das Turnier in Locarno und wurden Zweite in Olten und Rorschach. Bei der Schweizer Meisterschaft unterlagen sie erst im Final gegen Beeler/Krattiger.
Im Januar 2019 wurden sie Fünfte beim Vier-Sterne-Turnier der World Tour in Den Haag. Bei weiteren Turnieren dieser Kategorie traten sie bis Juni in Doha, Xiamen, Itapema, Ostrava und Warschau an; das beste Ergebnis war dabei ein neunter Rang in Brasilien. Bei der Weltmeisterschaft in Hamburg gewannen sie ihre Vorrunden-Gruppe, schieden aber dann in der ersten K.-o.-Runde gegen die Italiener Rossi/Carambula aus. Auf der World Tour gab es mit dem neunten Rang in Gstaad und dem fünften Platz in Wien weitere Top-Ten-Ergebnisse bei Fünf-Sterne-Turnieren. Hinzu kamen ein 17. Platz in Espinho und ein neunter Rang in Moskau (jeweils vier Sterne). In der russischen Hauptstadt wurden Heidrich/Gerson zuvor ebenfalls Neunte bei der EM 2019, die für sie im Achtelfinal gegen die Norweger Mol/Sørum endete. Bei der Schweizer Beachvolleyball-Meisterschaft 2019 gewannen sie im Final gegen Kissling/Zandbergen ihren ersten nationalen Titel. Beim World-Tour-Finale in Rom wurden sie Neunte.
Die World Tour 2019/20 begannen sie Ende Oktober mit dem Turniersieg in Qinzhou (drei Sterne). Im März kamen sie in Doha (vier Sterne) auf den 25. Platz und im August erreichten sie das Finale des Ein-Stern-Turniers in Baden gegen Seidl/Waller. Da die Schweizer Turnierserie und Meisterschaft wegen der COVID-19-Pandemie ausfiel, spielten Heidrich/Gerson ein österreichisches Turnier in Wolfurt (dritter Platz) und beim Top-Teams-Turnier der deutschen Comdirect Beach Tour 2020 in Düsseldorf (siebter Platz). Bei der EM 2020 in Jūrmala erreichten sie als Gruppenerster direkt den Achtelfinal, in dem sie gegen die Polen Kantor/Łosiak ausschieden. Im Februar 2021 gewannen sie mit ihren Schweizer Teamkollegen Breer/Krattiger den Nations Clash in Düsseldorf. Über den Continental-Cup qualifizierten sich Heidrich/Gerson für die Olympischen Spiele in Tokio, wo sie den 17. Platz erreichten. Nach der erneuten Schweizer Meisterschaft im September 2021 beendete Gerson seine internationale Karriere.